# Denise Scott
Denise Scott (Toronto, 13 marzo 1969) è un'ex cestista canadese.

## Carriera
Con il Canada ha disputato i Campionati americani del 1993 e i Campionati mondiali del 1994.